# Невмятов, Равиль Мансурович
Равиль Мансурович Невмятов (1948 — 1986) — советский преступник, химик, извлекавший золото из химического раствора и изготавливавший из него фальшивые золотые царские червонцы.

## Биография
Родился в 1948 году. Окончил школу, где его любимым предметом была химия. Загорелся желанием извлечь золото из раствора, чему посвятил около восьми лет жизни, достигнув реального результата. Для этого использовал 13-процентный раствор с висмутом и родием, используемый для позолоты изделий завода дулёвского фарфора, который покупал у одной из его работниц. В своей химической лаборатории, оборудованной в сарае, из каждой купленной бутылки раствора он добывал от 12 до 17 граммов твёрдого золота.
Вместе с ранее судимым художником Юрием Нечаевым (в ряде источников — Нечадов) организовал подпольную мастерскую по изготовлению фальшивых золотых царских червонцев. Невмятов был арестован в результате расследования дела по убийству в марте 1980 года в Орехово-Зуево бывшей учительницы по химии Софьи Петровны Кричевской — она была убита своим соседом-уголовником Виктором Бочининым, увидевшим у неё золотой червонец. Этот червонец, как впоследствии оказалось, подарил ей Равиль в знак доказательства своего гениального таланта химика.
Дело было передано в КГБ СССР, в результате его дальнейшего расследования в июле 1980 года был задержан известный в Москве валютчик Пётр Самсонов, в квартире которого было обнаружено 94 золотых червонца царской чеканки. В 1981 году был задержан и Невмятов. Никто не верил его признанию, что он самостоятельно добывал золото из раствора. Был проведён следственный эксперимент, во время которого после 14 часов работы он получил из одной бутылки «дулёвского раствора» 6 граммов чистого золота. Этот следственный эксперимент был снят на плёнку. Невмятова и Нечаева приговорили к расстрелу по приговору Московского областного суда.
Суд над Равилем Невмятовым был закрытым. Его дело рассматривалось на заседании Политбюро ЦК КПСС, где, несмотря на безусловный талант химика, его решили расстрелять. У Невмятова осталось двое детей.
Этому делу была посвящена телепередача «Следствие вели…» с названием «Бешеное золото», показанная 13 апреля 2013 года (№ 233).